# イニャキ・サエス
イニャキ・サエス(Iñaki Sáez)ことホセ・イグナシオ・サエス・ルイス（José Ignacio Sáez Ruiz, 1943年4月23日 - ）は、スペイン・ビルバオ出身の元サッカー選手、元サッカー指導者。現役時代はスペイン代表であり、スペイン代表監督も務めた。現役時代のポジションはDF。
選手生活の大半をアスレティック・ビルバオで過ごし、公式戦350試合近くに出場した。現役引退後は育成のスペシャリストとしてアスレティック・ビルバオの下部組織や世代別スペイン代表を長年指揮し、2002年から2004年まではスペインA代表監督を務めた。

## 経歴

### 選手

#### クラブ
バスク自治州のビルバオに生まれ、1962年に近隣のバラカルドCFから自治州内最大のクラブであるアスレティック・ビルバオに移籍した。1962-63シーズンと1963-64シーズン合わせてリーグ戦46試合に出場して5得点したが、1964-65シーズンから1966-67シーズンまでの3シーズンは負傷の影響で計20試合の出場にとどまった。健康体を取り戻すと、1967年から1974年まではレギュラーとしてプレーし、2度のコパ・デル・レイ優勝に携わった。この頃のビルバオの守護神はホセ・アンヘル・イリバルであり、そのほかにルイス・マリア・エチェベリアやヘスス・アラングレンなどとともに形成した守備陣は歴史に名高い。31歳だった1974年に現役引退した。

#### 代表
1968年の1ヶ月の間にスペイン代表としての3キャップを記録した。デビュー戦とラストマッチは同じ相手であり、アウェー(0-1)とホーム(1-2)で行われたUEFA欧州選手権1968予選のイングランド戦である。

### 指導者

#### アスレティック・ビルバオ
32歳で指導者の道を歩み始め、5年間はアスレティック・ビルバオの下部組織で監督を務めた。その後、セカンドチームであるビルバオ・アスレティックの監督に就任したが、1980-81シーズンが始まって間もなく、トップチームのヘルムート・セネコヴィッチュ監督が解任され、サエスが暫定監督として指揮を執ると、9位でシーズンを終えた。その後はビルバオ・アスレティックの監督に復帰し、1983年にはセグンダ・ディビシオン（2部）への復帰昇格を助けた。1985-96シーズンにはハビエル・クレメンテ監督の後任としてシーズン終盤の13試合の指揮を執り、レアル・マドリードとFCバルセロナに次ぐ3位にチームを導いた。その後の4シーズンはビルバオ・アスレティックの監督としてセグンダ・ディビシオンを戦った。1990-91シーズン中盤にはクレメンテの後任として再びトップチームを任せられたが、1991-92シーズンは降格圏からわずか勝ち点2差に低迷し、第23節終了後に解任された。

#### UDラス・パルマス
セグンダ・ディビシオンB（3部）のUDラス・パルマスで2度指揮を執った後、1996年3月中旬にはベニート・フローロ監督の後任としてプリメーラ・ディビシオン（1部）のアルバセテ・バロンピエの監督に就任した。初采配試合となったレアル・マドリード戦に0-2で敗れ、昇降格プレーオフを経てセグンダ・ディビシオン降格となった。

#### 世代別スペイン代表
1996年夏にU-21スペイン代表監督に就任し、1998年にルーマニアで開催されたUEFA U-21欧州選手権では決勝でU-21ギリシャ代表を破って優勝した。U-18スペイン代表やU-20スペイン代表も掛け持ちし、1999年にはナイジェリアで開催されたFIFAワールドユース選手権で優勝した。2000年にスロバキアで開催されたUEFA U-21欧州選手権は3位であったが、2002年に行われたUEFA U-19欧州選手権では優勝した。

#### スペインA代表
2002年、ホセ・アントニオ・カマーチョ監督の後を引き継いでスペインA代表の監督に就任した。2004年のUEFA欧州選手権2004はグループリーグ敗退に終わり、大会終了後に監督の座を退いたが、23試合を率いて15勝6分2敗の成績だった。2004年から2008年はU-21スペイン代表監督に復帰し、65歳となった2008年にサッカー界からの引退を発表した。

## 所属クラブ

### 選手時代
- 1961-1962  バラカルドCF
- 1962-1974  アスレティック・ビルバオ

### 指導者時代
- 1974-1978  アスレティック・ビルバオ （下部組織）
- 1978-1979  ビルバオ・アスレティック
- 1980-1981  アスレティック・ビルバオ
- 1982-1983  ビルバオ・アスレティック
- 1986  アスレティック・ビルバオ
- 1987-1991  ビルバオ・アスレティック
- 1991-1992  アスレティック・ビルバオ
- 1993-1994  UDラス・パルマス
- 1995  UDラス・パルマス
- 1996  アルバセテ・バロンピエ
- 1996-2001  U-18スペイン代表
- 1996-2002  U-21スペイン代表
- 1997-2001  U-20スペイン代表
- 2000  U-23スペイン代表
- 2001-2002  U-19スペイン代表
- 2002-2004  スペインA代表
- 2004-2008  U-21スペイン代表
- 2005  U-20スペイン代表

## タイトル

### 選手時代
- アスレティック・ビルバオ

コパ・デル・レイ (2) : 1968–69, 1972–73

### 監督時代
- ビルバオ・アスレティック

セグンダ・ディビシオンB (1) : 1982–83, 1988–89
- U-18スペイン代表

UEFA U-18欧州選手権 3位 : 1997
- U-19スペイン代表

UEFA U-19欧州選手権 優勝 : 2002
- U-20スペイン代表

FIFA U-20ワールドカップ 優勝 : 1999
- U-21スペイン代表

UEFA U-21欧州選手権 優勝 : 1998
UEFA U-21欧州選手権 3位 : 2000
- U-23スペイン代表

夏季オリンピック: 銀メダル 2000